# Linde Ivimey

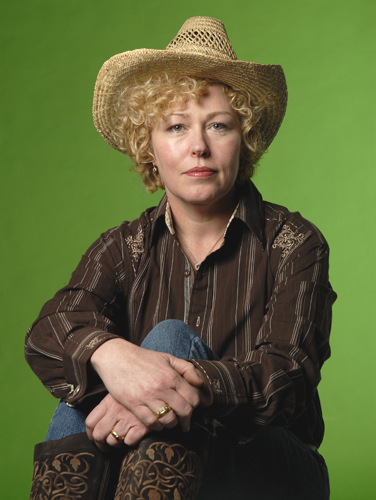
Linde Ivimey

Linde Ivimey (* 1965 in Sydney, Australien) ist eine zeitgenössische australische Bildhauerin.

## Ausbildung
Linde Ivimey erhielt ihr Diplom der bildenden Kunst in Druckgrafik und Skulptur an der Claremont School of Art in Perth. Sie lehrte dort von 1993 bis 1995 und von 1996 bis 1998 an der West Australian School of Art.

## Leben und Werk
Im Jahr 2013 wurde bei der Künstlerin Brustkrebs diagnostiziert. Darauf spielt sie in ihrer Einzelausstellung Brave to the Bone bei Martin Browne Contemporary in Sydney an. Eine ihrer Figuren (Bandaid Bunny (ein Selbstporträt)) wirkt, als säße es im Wartezimmer eines Arztes. Andere ihrer Arbeiten beziehen sich auch auf ihre Erfahrungen mit Depressionen während der Erkrankung. Ivimey katalogisiert ihre Arbeiten als "BC" und "AD", was sie mit "before cancer" (vor dem Krebs) und "after diagnosis" (nach der Diagnose) erklärt. Ivimey ist bekannt für die Verwendung makaber wirkender Materialien wie Knochen und Haut (hauptsächlich von Vögeln, Schafen und Fischen). Das Material verarbeitet sie durch Schweißen, Kochen, Weben und/oder Nähen in groß- und kleinformatigen Figuren.

## Ausstellungen (Auswahl)
Im Jahr 2003 fand Ivimeys erste Ausstellung im Heide Museum of Modern Art in Melbourne statt. Seit diesem erfolgreichen Debüt hat Ivimey zahlreiche Einzel- und Gruppenausstellungen in Galerien und Museen sowohl in Australien als auch international bestritten; in Deutschland war sie 2016/2017 zusammen mit Künstlerinnen und Künstlern wie Cindy Sherman, Bettina Rheims, Gerhard Richter und Anselm Kiefer in der Ausstellung Mir ist das Leben lieber. Sammlung Reydan Weiss im Weserburg Museum für moderne Kunst Bremen vertreten. Ihre Arbeiten finden sich in verschiedenen öffentlichen Sammlungen, darunter in Australien in der National Gallery of Victoria in Melbourne, der National Gallery of Australia in Canberra und der Newcastle Art Gallery, New South Wales.

## Auszeichnungen
Sie wurde mit Preisen wie dem SECWA Fremantle Art Award (1991), dem Gomboc Sculpture Award (1992) und dem Friends of Dorothy Award ausgezeichnet.